# Barraca del camí del Corral del Fortuny XIX
La Barraca del camí del Corral del Fortuny XIX és una obra del Pla de Santa Maria (Alt Camp) inclosa a l'Inventari del Patrimoni Arquitectònic de Catalunya.

## Descripció
Es tracta d'un petit aixopluc orientat al sud i recolzat en un marge. La seva planta interior és semicircular, doncs una de les parets és el propi marge. Està cobert amb una falsa cúpula tapada amb una llosa a 2m d'alçada màxima. Les seves mides interiors són 1'70m de fondària i 1'70m d'amplada. Cosa insòlita quan es tracta d'aixoplucs, ja que en el seu interior es pot veure una fornícula força gran.
El portal està capçat amb una llinda i la coberta està acabada amb pedruscall.